# ارين بينيت
ارين بينيت (بالإنجليزية: Warren Bennett)‏ هو ملحن بريطاني، ولد في 4 يوليو 1962.

## وصلات خارجية
- ارين بينيت على موقع IMDb (الإنجليزية)
- ارين بينيت على موقع ميوزك برينز (الإنجليزية)
- ارين بينيت على موقع أول ميوزيك (الإنجليزية)
- ارين بينيت على موقع ديسكوغز (الإنجليزية)